# Affaire Boisclair
L’affaire Boisclair est le nom donné par certains journalistes québécois lors de la couverture médiatique entourant les faits et les actions d'André Boisclair, alors aspirant à la chefferie du Parti québécois, pendant qu'il était ministre dans le gouvernement Bouchard. Des journalistes ont notamment allégué la consommation de cocaïne, avouée par Boisclair le 20 septembre 2005.

## Contexte
L'événement est survenu pendant la course à la direction du Parti québécois.

### Chronologie
- Le 17 septembre 2005, date du début de la course à la chefferie, sortie dans les médias d'allégations sur le passé trouble d'André Boisclair lorsqu'il était ministre sous Lucien Bouchard. On mentionne notamment la consommation de cocaïne.
- Le 19 septembre 2005, André Boisclair admet avoir déjà consommé de la drogue, mais n'en nomme aucune[1].
- Le 20 septembre 2005, André Boisclair refuse de parler de l'incident plus longuement avec les journalistes. De son côté, le premier ministre Jean Charest nie être derrière la fuite dans les médias des allégations sur Boisclair[2].
- Le 2 novembre 2005, Pierre Dubuc, Ghislain Lebel, Jean Ouimet et Gilbert Paquette, ont réclamé qu'André Boisclair explique les détails de sa consommation de cocaïne ou qu'il se retire de la course à la direction du Parti québécois.
- Le 7 novembre 2005, le clan Boisclair envoie une mise en demeure à Jean Ouimet lui enjoignant de se rétracter sur ses récentes allégations concernant le passé de Boisclair.

### Les réactions
- Pierre Dubuc : Il a demandé à Boisclair de soit répondre au journaliste sur sa consommation passée de cocaïne soit se désister de la course à la direction du parti.
- Ghislain Lebel : Après avoir demandé à Boisclair de s'expliquer, Ghislain Lebel s'est dit satisfait de ses réponses.
- Jacques Léonard : L'ancien ministre Léonard a dit qu'il était satisfait de la réponse de Boisclair et qu'il l'appuyait dans la course à la chefferie.
- Pauline Marois : Le 4 novembre, Pauline Marois sort de sa réserve habituelle et déclare pour la première fois que l'élection d'André Boisclair « pourrait représenter un risque pour la formation politique et la cause souverainiste ».
- Jean Ouimet : Il a demandé à Boisclair de soit répondre au journaliste sur sa consommation passée de cocaïne soit se désister de la course à la direction du parti. Il a reçu une mise en demeure de la part du clan Boisclair lui enjoignant de se rétracter sur ses allégations.
- Daniel Paillé : Il avait donné son appui à Boisclair pendant l'été. Il le lui retire le 7 novembre et rend publique une lettre où il écrit : « Tu l'as eu bien tardive la jeunesse, car si ta dernière consommation date de sept ou huit ans, il faut donc présumer qu'à ta dernière snif tu avais plus de 30 ans ! Il n'y a pas que Tanguy qui a eu l'adolescence attardée ! »
- Gilbert Paquette : Il a demandé à Boisclair de soit répondre au journaliste sur sa consommation passée de cocaïne soit se désister de la course à la direction du parti.